# Krajowa częstotliwość wzorcowa
Krajowa częstotliwość wzorcowa – częstotliwość fali nośnej emitowanego, z nadajnika w Solcu Kujawskim, pierwszego programu Polskiego Radia. Częstotliwość ta wynosi 225 kHz i jej codzienne odchylenia od częstotliwości wzorcowej podawane są w formie komunikatu przez Instytut Łączności.